# Выборы в Южной Корее
Выборы в Южной Корее проводятся как на общенациональном, так и на региональном уровнях. На общенациональных выборах избираются президент Южной Кореи и депутаты парламента (Национального собрания). На региональном уровне избираются главы и депутаты представительных органов региональных образований.
В соответствии с Законом об избрании публичных должностных лиц, активным избирательным правом (правом голосовать на выборах) обладают все граждане Республики Корея от 19 лет. (Есть ограничения.)

### Длительность предвыборных кампаний
Длительность официальной предвыборной кампании, установленная законом о выборах, небольшая — 23 дня. Как объясняется в книге Internet Election Campaigns in the United States, Japan, South Korea, and Taiwan, в Южной Корее на предвыборные кампании намеренно дали так мало времени (23 дня перед президентскими выборами и 14 дней перед выборами в Национальное собрание и региональными выборами) — сделано это было с целью «предотвратить чрезмерные расходы на длительные избирательные кампании и пагубные последствия от чересчур жарких выборов». С другой стороны, у такого решения есть и негативная сторона — это работает против новых малоизвестных кандидатов.

## Виды выборов

### Выборы президента Южной Кореи
Президентские выборы определяют, кто станет президентом Республики Корея на ближайшие пять лет. (Ранее президентский срок составлял в разное время четыре, шесть и семь лет.)

### Выборы в парламент Южной Кореи
Парламентские выборы определяют состав парламента (Национального собрания) Республики Корея на ближайшие четыре года.

### Региональные выборы в Южной Корее
На региональных выборах избираются главы и депутаты представительных органов региональных образований.